# Atanor

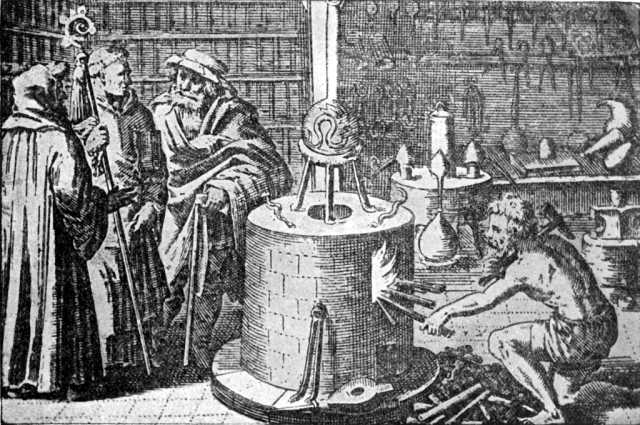
Un atanor, en un laboratorio alquímico.

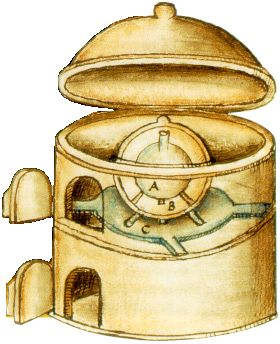
Imagen de un atanor en el libro Alquimia, el secreto entre la ciencia y la filosofía, extraída de un compendio de tratados cabalísticos del siglo XVII.

El término atanor  (en árabe: التنور‎, at-tannūr) es un arabismo que en idioma español significa cañería de agua, especialmente construida de tubos de barro cocido, cada uno de los cuales es un atanor.
En alquimia, un horno de atanor (también llamado Piger Henricus y Horno Filosofal) es un horno usado para transmitir calor a la digestión alquímica, diseñado para mantener una temperatura uniforme. El atanor es el instrumento básico del alquimista. Es un horno, pero se le conoce por atanor, ya que no es el horno ordinario, ni siquiera un artilugio. El horno alquímico, según la descripción que de él hace el alquimista Geber, ha de ser "cuadrado, de cuatro pies de longitud (1,23 mt), tres de anchura (0.91 mt), y un grosor de medio pie en las paredes" (0.15 mt), aunque en general se trataba de un instrumento personalizado que cada alquimista se construía a su medida. Los materiales a calcinar deben ser colocados dentro del horno en cazuelas de arcilla lo más resistentes posible, "como la arcilla que se emplea para la formación de crisoles, a fin de que puedan resistir la fuerza del fuego, incluso hasta la combustión total de la cosa a calcinar".